# Wegwielrennen op de Paralympische Zomerspelen 2020 - Tijdrit mannen H2
De tijdrit mannen H2 bij het wegwielrennen tijdens de XVIe Paralympische Zomerspelen, vond plaats op de Fuji Speedway een racecircuit in de Japanse prefectuur Shizuoka.

## Uitslag
| #      | renners              | renners | tijd       | tijd      |
| ------ | -------------------- | ------- | ---------- | --------- |
| Goud   | Sergio Garrote Muñoz | ESP     | 31:23.53   |           |
| Zilver | Luca Mazzone         | ITA     | 31:23.79   | +0.26     |
| Brons  | Florian Jouanny      | FRA     | 32:41.62   | +1:18.09  |
| 4      | Will Groulx          | USA     | 36:17.25   | +4:53.72  |
| 5      | Rory Mead            | NZL     | 36:53.78   | +5:30.25  |
| 6      | Phongchai Yanaruedee | THA     | 1:30:40.98 | +59:17.45 |
|        | Tobias Fankhauser    | SUI     | DNF        | DNF       |